# Джурджу
Джурджу (рум. Giurgiu) — місто у повіті Джурджу в Румунії, що має статус муніципію.
Місто розташоване на відстані 60 км на південь від Бухареста.

## Населення
За даними перепису населення 2002 року у місті проживали 69 345 осіб.
Національний склад населення міста:
| Національність            | Кількість осіб | Відсоток |
| ------------------------- | -------------- | -------- |
| румуни                    | 66241          | 95,5 %   |
| цигани                    | 2964           | 4,3 %    |
| угорці                    | 40             | 0,1 %    |
| німці                     | 12             | < 0,1 %  |
| турки                     | 12             | < 0,1 %  |
| греки                     | 7              | < 0,1 %  |
| італійці                  | 7              | < 0,1 %  |
| росіяни-липовани          | 6              | < 0,1 %  |
| серби                     | 3              | < 0,1 %  |
| болгари                   | 3              | < 0,1 %  |
| татари                    | 2              | < 0,1 %  |
| вірмени                   | 2              | < 0,1 %  |
| українці                  | 1              | < 0,1 %  |
| євреї                     | 1              | < 0,1 %  |
| не вказали національність | 31             | < 0,1 %  |

Рідною мовою назвали:
| Мова                  | Кількість осіб | Відсоток |
| --------------------- | -------------- | -------- |
| румунська             | 68248          | 98,4 %   |
| циганська             | 982            | 1,4 %    |
| угорська              | 31             | < 0,1 %  |
| німецька              | 12             | < 0,1 %  |
| турецька              | 12             | < 0,1 %  |
| італійська            | 7              | < 0,1 %  |
| грецька               | 6              | < 0,1 %  |
| сербська              | 3              | < 0,1 %  |
| російська             | 2              | < 0,1 %  |
| татарська             | 2              | < 0,1 %  |
| українська            | 1              | < 0,1 %  |
| чеська                | 1              | < 0,1 %  |
| вірменська            | 1              | < 0,1 %  |
| не вказали рідну мову | 30             | < 0,1 %  |

Склад населення міста за віросповіданням:
| Релігія                                       | Кількість осіб | Відсоток |
| --------------------------------------------- | -------------- | -------- |
| православні                                   | 68100          | 98,2 %   |
| римо-католики                                 | 314            | 0,5 %    |
| адвентисти                                    | 287            | 0,4 %    |
| бретрени                                      | 149            | 0,2 %    |
| п'ятдесятники                                 | 95             | 0,1 %    |
| греко-католики                                | 50             | 0,1 %    |
| баптисти                                      | 49             | 0,1 %    |
| реформати                                     | 34             | < 0,1 %  |
| атеїсти                                       | 27             | < 0,1 %  |
| мусульмани                                    | 25             | < 0,1 %  |
| лютерани                                      | 22             | < 0,1 %  |
| не релігійні                                  | 19             | < 0,1 %  |
| старообрядці                                  | 10             | < 0,1 %  |
| лютерани (Синодально-пресвітеріанська церква) | 7              | < 0,1 %  |
| лютерани (Аугсбурзького сповідання)           | 6              | < 0,1 %  |
| юдеї                                          | 2              | < 0,1 %  |
| унітарії                                      | 1              | < 0,1 %  |
| не вказали релігію                            | 31             | < 0,1 %  |